# Az oltár előtt (Így jártam anyátokkal)
Az oltár előtt az Így jártam anyátokkal című televízió-sorozat kilencedik évadjának huszonkettedik epizódja. Eredetileg 2014. március 24-én vetítették az Egyesült Államokban, míg Magyarországon egy hónappal később, 2014. április 28-án.
Ebben az epizódban Barney és Robin mindketten bepánikolnak a közelgő esküvőjük előtt. Marshall és Lily megújítják fogadalmukat.

## Cselekmény
Vasárnap délután 5 óra 28 perc van, 32 perccel az esküvő előtt. Barney és Robin mindketten komoly pánikrohamoktól szenvednek. Robin meg akar szökni az ablakon keresztül, úgy, ahogy Ted szöktette meg Victoriát egy évvel korábban. Elmondja Tednek, hogy egy komoly jel lett volna számára, ha Barney megtalálta volna azt a medált, amit annyira szeretett volna előkeríteni. Ted nem árulja el, hogy nála van a medál, ugyanis még a folyóba is utánaugrott, hogy elhozhassa. Odaadja Barneynak, és azt mondja neki, játssza el, hogy ő találta meg. Robin azonban átlát a trükkön, és fáj neki, hogy Barney még mindig nem őszinte, és kezdi azt érezni, hogy Ted a hozzá illő személy, hiszen mindent megtenne érte. Eljut oda, hogy megszökne Teddel Chicagóba, és inkább hozzá menne feleségül. Ted udvariasan visszautasítja ezt, elmondva, hogy már ő sem ugyanaz az ember, aki régen volt, és Barneyval egymáshoz tartoznak. Robin ezt nem fogadja el, kirohan a szobából, bezárja Tedet, és elszalad. Nem sokkal később azonban beleütközik valakibe – a zenekar basszusgitárosába, azaz Ted jövendőbeli feleségébe.
Eközben Marshall és Lily próbálják megnyugtatni Barneyt, miközben szembesülnek azzal, hogy a saját esküvői fogadalmaikat sem tudták betartani. Ezt felmérve beszöknek a házasságkötő terembe, ahol megújítják egymás előtt fogadalmukat, és elhatározzák, hogy ezt időről időre meg fogják tenni, mert erre van szükségük tökéletes fogadalmak helyett. Barney végignézi az egészet és Robin keresésére indul.
Robin és az Anya beszélgetni kezdenek. Az Anya, mivel nem ismeri Robint, se bátorítani, se lebeszélni nem akarja a szökésről, csak annyit mond, hogy mielőtt döntene, vegyen három mély lélegzetet. Elmegy, Robin így tesz, és ekkor megjelenik Barney. Közli Robinnal, hogy csak egyetlen fogadalmat tesz: azt, hogy ezentúl mindig őszinte lesz hozzá. Az őszinteséget azzal kezdi, hogy elmondja, tényleg Ted találta meg a medált.
Az esküvő kezdetekor Barney-n ismét úrrá lesz a pánik, de Marshall pofonvágja, és közli vele, hogy ezennel felszabadult a pofogadás alól. Az esküvő rendben lezajlik, és "gyűrűmackó" és van: egy medve hozza be a gyűrűket – bár a "koszorúsgorilláról" letesz.

## Kontinuitás
- Ted megemlíti, hogy nem akar harmadszor is részese lenni menyasszonyszöktetésnek – Stella őt hagyta faképnél az oltárnál, Victoriát pedig ő szöktette meg.
- Véget ér a pofogadás, Marshall utolsó pofonjával. Marshall az egyik pofonról korábban azt mondta, hogy azt egy esős vasárnap délutánra tartogatja, és valóban ez is történt.
- Barney tényleg felhasznált gyűrűhordónak egy "gyűrűmackót", ahogy azt korábban csak sejtette. A koszorúsgorilláról egy szó sem volt, és azzal, hogy letagadta ezt, máris megszegte Robinnak tett őszinteségi esküjét.
- Marshall és Lily felidézik az alkalmat, amikor először pisiltek egymás előtt ("Hűha, nadrágot le!").Barney tévesen azt hiszi, hogy róla van szó (hiszen ő is látta "Az ananász incidens" című részben.
- Végre sor kerül Robin és Barney esküvőjére, amit a "Nagy napok" című epizód óta ígértek.
- Robin végre visszakapja a medálját.
- Barney az eskükről való beszélgetés során felidézi, hogy a "Szünet ki" című epizódban Marshall és Lily veszekedtek. Ezt mindketten a Lily frázisának számító "Te aljas görény!" felkiáltással reagálják le.

- Mikor az előző évtizedről beszélnek, Marshall megemlíti a MySpace oldalt.
- Robin bevonulózenéje az oltárhoz a saját, "Homokvárak a homokban" című dalának instrumentális, zongoraváltozata. Barney és Robin először erre a dalra jöttek össze.
- Az Anya megemlíti, hogy gyerekkorában sokat játszott detektívesdit, akárcsak Ted.

## Érdekességek
- Az eredeti változatban ebben az epizódban narrálja Bob Saget utoljára a történetet, mint Jövőbeli Ted (kivéve az alternatív befejezést)
- A "New York legjobb hamburgere" című rész szerint Marshallék az esküjüket az internetről töltötték le, így érthetetlen, miért problémáznak annyit azon, hogy azokat nem tudják betartani.
- Barney szerint balszerencsés látni a menyasszonyt a ruhájában az esküvője előtt – viszont egy pár perccel azelőtt, hogy ezt mondta volna, látta Robint, amikor odaadta neki a medált.
- Ezzel az epizóddal egy időben játszódik a "Nagy napok", az "Elfogadom a kihívást", "A tanú", "A mágus kódexe", és a "Farhampton" című részekben látható valamennyi visszaemlékezés.

## Vendégszereplők
- Ellen D. Williams – Patrice
- Taran Killam – Gary Blauman
- Nancy Lenehan – Cheryl Whittaker
- Wayne Brady – James Stinson
- Ben Vereen – Sam Gibbs
- Tim Gunn – önmaga
- William Zabka – önmaga
- Ray Wise – Robin Scherbatsky Sr.
- Frances Conroy – Loretta Stinson
- John Lithgow – Jerome Whittaker
- Marshall Manesh – Ranjit
- Tracey Ullman – Genevieve Scherbatsky

## Zene
- Pearl Jam – Future Days
- Robin Sparkles – Sandcastles in the Sand (zongorán)
- John Swihart – The Robin

## Fordítás
- Ez a szócikk részben vagy egészben  a   The End of the Aisle című angol Wikipédia-szócikk ezen változatának fordításán alapul.  Az eredeti cikk szerkesztőit annak laptörténete sorolja fel. Ez a jelzés csupán a megfogalmazás eredetét és a szerzői jogokat jelzi, nem szolgál a cikkben szereplő információk forrásmegjelöléseként.| - m - v - sz « előző Így jártam anyátokkal 9. évad -                                                                                                                                                                                                                                                                                                                                             | - m - v - sz « előző Így jártam anyátokkal 9. évad - |
| --- | ---------------------------------------------------- |
| - Az Így jártam anyátokkal epizódjainak listája |                                                      |
| - A medál - Visszatérés - Búcsú New Yorktól - Egy tesó árulása - A pókerparti - Lovagias Ted - Ne kérdezz semmit! - A világítótorony - Barátos - Anyu és apu - Álomba ringató esti mesék - A bemutatkozó vacsora - Basszgitáros kerestetik - Pofonadás 3 - Szünet ki - Így jártam apátokkal - Napfelkelte - Feltámadás - Vulkanikus - Margaréta - Gary Blauman - Az oltár előtt - Örökkön örökké |                                                      || - m - v - sz Így jártam anyátokkal | - m - v - sz Így jártam anyátokkal                                                                  | - m - v - sz Így jártam anyátokkal |
| ---------------------------------- | --------------------------------------------------------------------------------------------------- | ---------------------------------- |
| Epizódok                           | - 1. - 2. - 3. - 4. - 5. - 6. - 7. - 8. - 9. évad                                                   |                                    |
| Szereplők                          | - Ted Mosby - Marshall Eriksen - Robin Scherbatsky - Barney Stinson - Lily Aldrin - Tracy McConnell |                                    |
| Filmzene                           | - How I Met Your Music                                                                              |                                    |
| Kapcsolódó sorozat                 | - Így jártam apátokkal                                                                              |                                    |